# Cauberg
Cauberg er en bakke  i Valkenburg  i den hollandske provins Limburg.
Denne lille bakke er kendt i forbindelse med landevejscykling, hvor der blandt andet har været etapeafslutninger i Tour de France, Amstel Gold Race samt verdensmesterskaber i landevejscykling.
Bakkens længde er ca. 1.200 meter med en højdeforskel på 69 meter,  en gennemsnitlig stigning på 5,8% og maksimal stigning på 12%.
50°51′37″N 5°49′24″Ø / 50.86028°N 5.82333°Ø